# Allacta pantherina
Allacta pantherina es una especie de cucaracha del género Allacta, familia Ectobiidae. Fue descrita científicamente por Hanitsch en 1933.

## Distribución
Esta especie se encuentra en isla de Borneo.